# Plano mediador
El Plano mediador de un segmento es el plano formado por los puntos que son equidistantes a los extremos del segmento. También se puede definir como el plano perpendicular al segmento que lo corta por su punto medio.

## Analogía con la mediatriz
El plano mediador es la generalización de la mediatriz al pasar del espacio de dos dimensiones al de tres. De forma análoga a como se hace en el caso de la mediatriz, el plano mediador se puede "trazar" generando dos esferas de radios arbitrarios pero iguales entre sí, siempre mayores que la mitad de la longitud del segmento, con centros en los extremos del mismo. Estas dos esferas se cortarán en una circunferencia. El plano que la contiene es el plano mediador.